# Andaymarca (distrito)
Andaymarca é um distrito do Peru, departamento de Huancavelica, localizada na província de Tayacaja.

## Transporte
O distrito de Andaymarca não é servido pelo sistema de estradas terrestres do Peru.